# Kjeld Kirk Kristiansen
Kjeld Kirk Kristiansen (født 27. december 1947) er en dansk erhvervsmand, der var chef for LEGO fra 1979 til 2004. LEGO er en privatejet virksomhed, som kontrolleres af familien Kirk Kristiansen og dens holdingselskab, Kirkbi. 
Kristiansen er søn af Godtfred Kirk Christiansen og barnebarn af LEGOs grundlægger Ole Kirk Christiansen.
I 1994 blev han Ridder af Dannebrog.
Kristiansen overlod i april 2016 posten som formand for LEGO Fonden til sønnen Thomas Kirk Kristiansen.
Han har grundlagt stutteriet Blue Hors og Stutteri Ask, som blev fusioneret i 2023 under navnet Stutteri Ask og Blue Hors.